# Eleições estaduais de Bremen em 1951
As eleições estaduais de Bremen em 1951 foram realizadas a 7 de Outubro e, serviram para eleger os 100 deputados para o parlamento estadual.
O Partido Social-Democrata da Alemanha, apesar de uma ligeira perda de votos, manteve-se, com uma clara distância, o partido mais votado no estado, ao obter 39,1% dos votos.
Os grandes destaques destas eleições foram os partidos nacionalistas, neo-nazis e conservadores, com especial destaque para o Partido Alemão, que se tornou o segundo partido mais votado, ao conseguir 14,7% dos votos. O Partido Socialista do Reich obteve 7,7% dos votos e, por fim, o Bloco dos Refugiados e Expatriados que conquistou 5,6% dos votos.
Por outro lado, os grandes derrotados foram a União Democrata-Cristã, que perdeu mais de metade dos votos, ficando-se pelos 9,0% dos votos, enquanto, o Partido Democrático Liberal, obteve, apenas, 11,8% dos votos.
Após as eleições, os social-democratas mantiveram-se na liderança do governo estadual, formando uma coligação de governo com os liberais e os democratas-cristãos.

## Resultados Oficiais
| Partido      | Partido                            | Votos   | %     | +/-   | Deputados | +/-   |
| ------------ | ---------------------------------- | ------- | ----- | ----- | --------- | ----- |
|              | Partido Social-Democrata           | 130 471 | 39,1  | 2,6   | 43 / 100  | 3     |
|              | Partido Alemão                     | 49 007  | 14,7  | 10,8  | 16 / 100  | 13    |
|              | Partido Democrático Liberal        | 39 432  | 11,8  | 7,6   | 12 / 100  | 5     |
|              | União Democrata-Cristã             | 30 172  | 9,0   | 13,0  | 9 / 100   | 15    |
|              | Partido Socialista do Reich        | 25 813  | 7,7   | Novo  | 8 / 100   | Novo  |
|              | Partido Comunista da Alemanha      | 21 244  | 6,4   | 2,4   | 6 / 100   | 4     |
|              | Bloco dos Refugiados e Expatriados | 18 744  | 5,6   | Novo  | 2 / 100   | Novo  |
|              | Associação dos Aviadores Feridos   | 14 335  | 4,3   | Novo  | 4 / 100   | Novo  |
|              | União Liberal Social               | 4 262   | 1,3   | Novo  | 0 / 100   | Novo  |
| Total        | Total                              | 333 500 | 100   |       | 100 / 100 |       |
| Participação | Participação                       |         | 83,3  | 15,5  |           |       |
| Fonte        | Fonte                              | [ 1 ]   | [ 1 ] | [ 1 ] | [ 1 ]     | [ 1 ] |